# 선부초등학교
선부초등학교(仙府初等學校)는 대한민국 경기도 안산시에 있는 공립 초등학교이다.

## 연혁
- 1990년 3월 1일 : 개교